# Volumen 1 (B)
Chébere o Volumen 1 (B) es el noveno álbum de la agrupación de cuarteto Chébere. Fue editado en 1982 por el sello RCA Victor en disco de vinilo y casete y reeditado en 1996 en formato de disco compacto.

## Lista de canciones (edición disco de vinilo y casete de 1982)
Lado 1 (Vocalista: Pelusa)
1. «Hoy me han visto llorar» (Angel Eduardo Videla, Juan H. Capri)
2. «Es tu amor para mí» (Angel Eduardo Videla, Raúl Ernesto Moyano)
3. «Llorando me vine, cantando me voy» (Francis Smith)
4. «Ruega por nosotros» (Manuel Cervantes, Rubén Fuentes)
5. «Déjame soñar» (Luis Venegas)

Lado 2 (Vocalista: Ángel Videla)
1. «Qué será de tí» (Camilo Blanes)
2. «Pedacito de mi vida» (Marino, Valencia)
3. «Vuelve, vuelve María» (Francisco Lema Vásquez)
4. «Somos pobres» (Angel Eduardo Videla)
5. «Tus besos son» (Angel Eduardo Videla)

## Lista de canciones (disco compacto de 1996)
1. «Hoy me han visto llorar» (Angel Eduardo Videla, Juan H. Capri) – 2:21
2. «Es tu amor para mí» (Angel Eduardo Videla, Raúl Ernesto Moyano) – 3:04
3. «Llorando me vine, cantando me voy» (Francis Smith) – 2:26
4. «Ruega por nosotros» (Manuel Cervantes, Rubén Fuentes) – 2:48
5. «Déjame soñar» (Luis Venegas) – 2:52
6. «Qué será de tí» (Camilo Blanes) – 2:12
7. «Pedacito de mi vida» (Marino, Valencia) / «Vuelve, vuelve María» (Francisco Lema Vásquez) / «Somos pobres» (Angel Eduardo Videla) – 7:17
8. «Tus besos son» (Angel Eduardo Videla) – 3:12

## Miembros (sin acreditar)
- Locución y animación: “Pato” Lugones
- Voz: Pelusa
- Voz: Ángel Videla
- Bajo: Beto Guillén
- Teclados: Ángel Videla y Alberto Pizzichini
- Violín: "Huesito" Terragni

### Reedición de 2003
Volumen 1 (B) fue relanzado por BMG Ariola Argentina S.A. el 6 de marzo de 2003 en versión CD junto a las 10 pistas que integran el álbum Volumen 1 (A) de 1981, bajo el nombre de Discografía completa, volumen 1.
- Datos: Q113126846